# Crew Dragon Demo 1
Crew Dragon Demo 1 (alternativně SpX DM-1) byl první nepilotovaný testovací let americké soukromé kosmické lodi typu Crew Dragon firmy SpaceX k ISS. Loď byla vynesena raketou Falcon 9 Block 5, konkrétně byl použit první stupeň B1051.1. Start z rampy LC-39A Kennedyho vesmírného střediska se uskutečnil 2. března 2019 a loď Crew Dragon se po přeletové fázi o den později připojila k ISS. Dragon misi úspěšně zakončil 8. března 2019 přistáním na hladinu Atlantského oceánu.

## Kosmická loď Crew Dragon

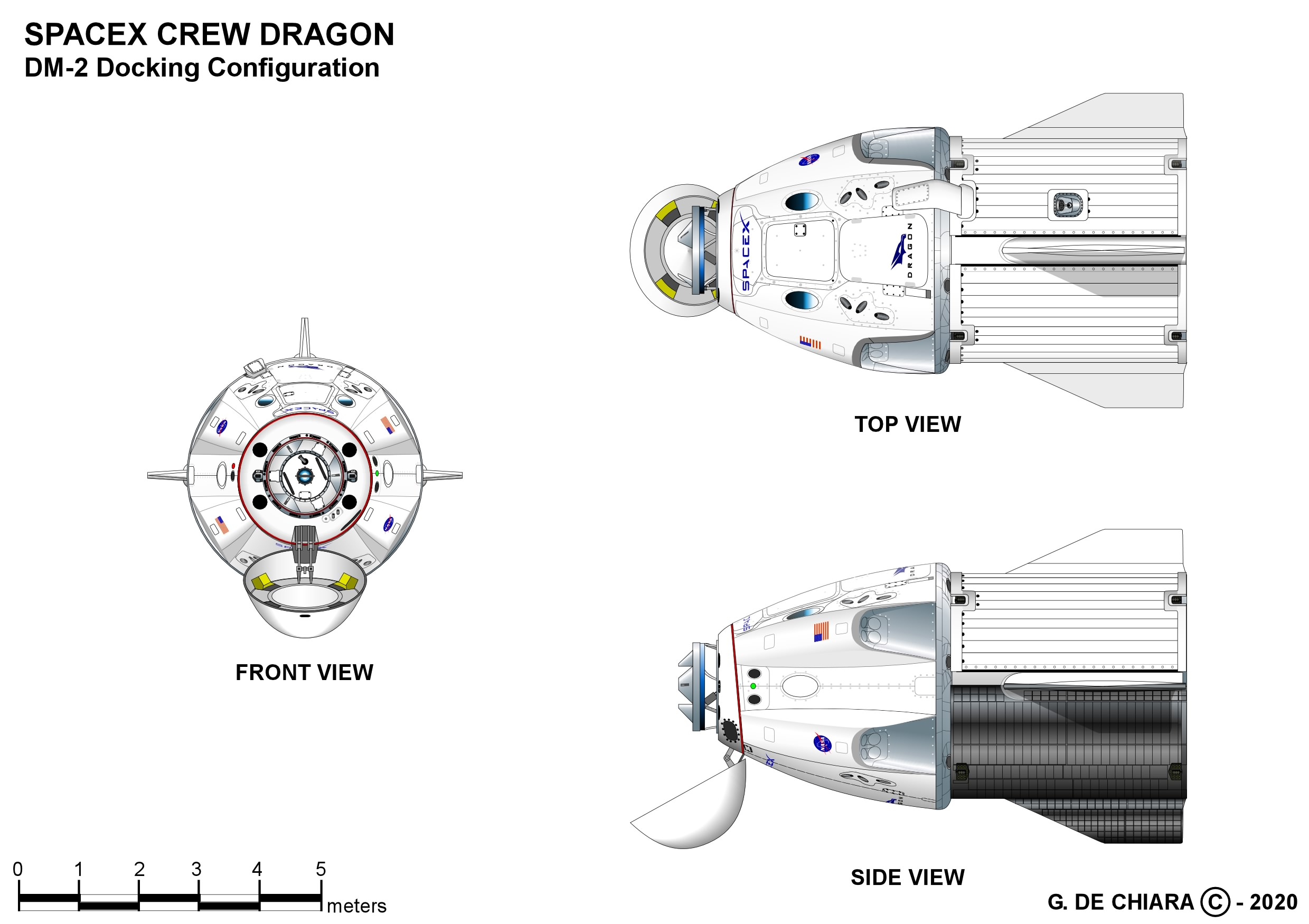
Loď Crew Dragon v letové konfiguraci.

Crew Dragon je kosmická loď pro lety s posádkou navržená v rámci programu NASA CCDev, (Commercial Crew Development) společností SpaceX, především pro dopravu astronautů na Mezinárodní vesmírnou stanici. SpaceX ale loď používá i pro další účely mimo spolupráci s NASA (komerční programy Inspiration4, Axiom Space a Polaris). 
Crew Dragon tvoří znovupoužitelná kabina kónického tvaru a nástavec v podobě dutého válce (tzv. trunk). V kabině je hermetizovaný prostor o objemu 9,3 m3, v němž lze umístit sedačky až pro sedm osob (NASA pro lety k ISS využívá 4 místa). Nástavec je možné využít pro dopravu nákladu, který nemusí být umístěn v hermetizovaném prostoru (např. zařízení určeného pro umístění na vnější straně ISS, tedy v otevřeném kosmickém prostoru. Sestava kabiny a nástavce ve startovní pozici měří na výšku 8,1 metru a v průměru má 4 metry. 

## Průběh mise

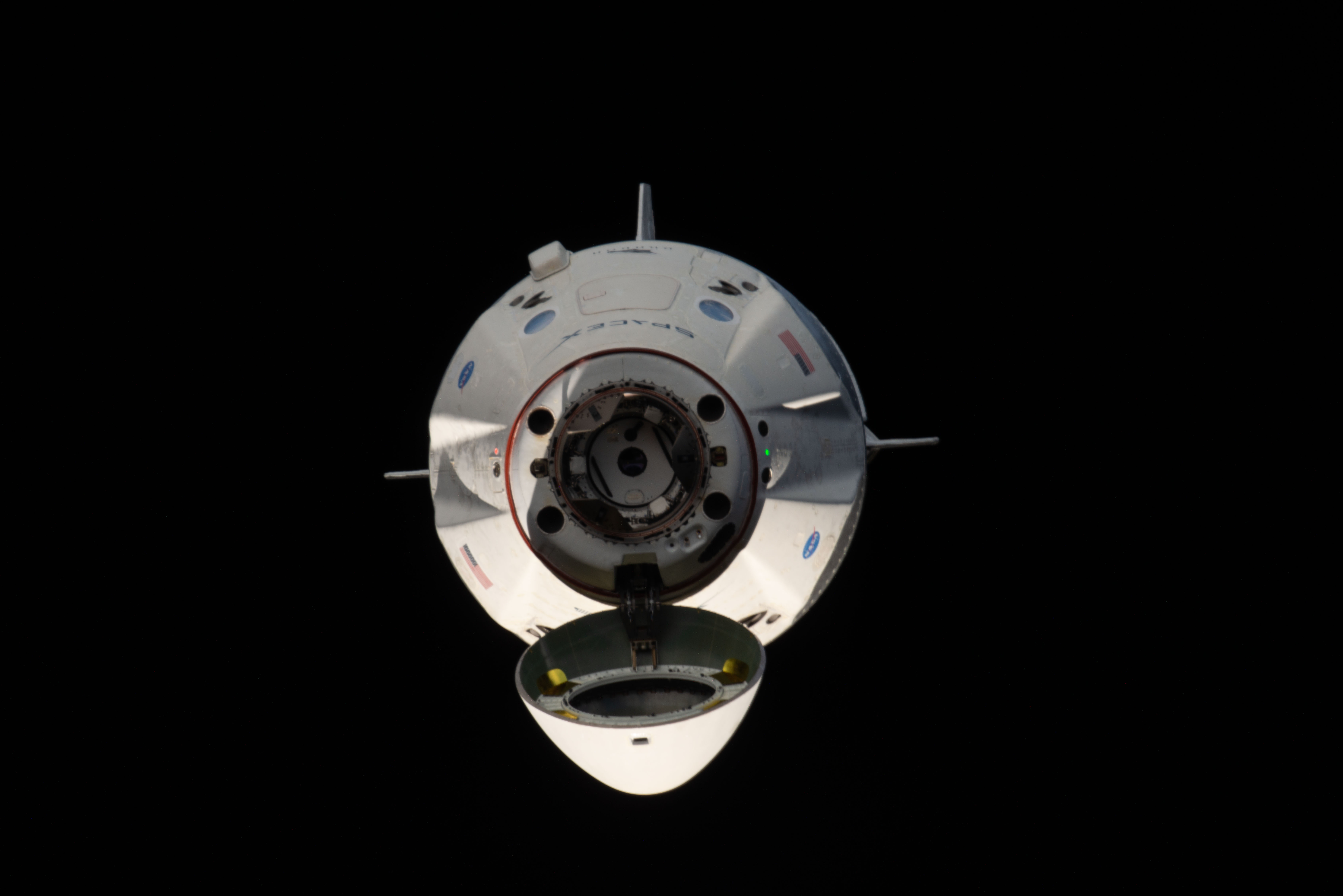
Crew Dragon Demo-1 těsně před zakotvením u modulu ISS Harmony.

Původní plány počítaly s lety CCDev již v roce 2015. Mise Demo-1 však byla naplánována nejdříve na prosinec 2016 a poté i během roku 2017 několikrát odložena. První přesné datum, které NASA zveřejnila v listopadu 2018, počítalo se startem 17. ledna 2019, i v tomto případě však došlo k odkladu, a to únor 2019. Zkušební vztyčení sestavy na rampě proběhlo 3. ledna 2019 kolem 23:30 SEČ. Po této úspěšné zkoušce následoval statický zážeh, původně naplánovaný na 23. ledna, ale nakonec uskutečněný 24. ledna 2019 v 21:00 UTC. Zážeh byl proveden i s připojeným Crew Dragonem, čímž se odklonil od praxe provádění statického zážehu bez nákladu, která byla zavedena po nehodě se satelitem Amos-6 v září 2016. V případě nehody by Crew Dragon aktivoval svůj záchranný systém a na padácích by přistál na hladině moře, kde byla pro tento případ připravena loď GO Searcher. Následně bylo stanoveno, že se start uskuteční nejdříve 23. února 2019, ale o několik dní byl znovu odložen a měl se uskutečnit nejdříve 2. března 2019. Po kontrolách letové připravenosti (22. února 2019) a připravenosti je startu (27. února) byla raketa s lodí Crew Dragon C204 vyvezena 28. února 2019 kolem 15:00 UTC na rampu LC-39A Kennedyho vesmírného střediska a o několik hodin vztyčena vertikální polohy.
Ke startu došlo 2. března 2019 v 08:49 SEČ z rampy LC-39A, tým společnosti SpaceX ho řídil z Launch Control Center (centrum řízení startu), odkud byly řízeny starty raketoplánů. Prvnímu stupni B1051.1 se podařilo přistát na ASDS Of Course I Still Love You.
Na palubě byla místo posádky figurína se jménem Ellen Ripleyová (odkazuje na postavu z filmů o Vetřelci), plyšová hračka ve tvaru Země a 204 kg nekritického nákladu. Figurína měla v hlavě, krku a páteři deset senzorů a mikrofony v přilbě, měřící hluk v reálných podmínkách letu. Tyto senzory během celého letu monitorovaly podmínky, které budou působit na budoucí posádky. Data ze senzorů nebyla přenášena během letu, ale pouze ukládána.
Crew Dragon prováděl dokování zcela automaticky, využíval při tom LIDAR. Ve vzdálenosti 140 metrů od stanice proběhla plánovaná zkouška, kdy se loď od stanice vzdálila. Celý proces připojování proběhl bez chyby a Crew Dragon se 3. března 2019 v 11:51 SEČ připojil přes rozhraní IDSS na adaptér IDA-2, který je umístěný na čelní straně modulu Harmony. Poklop lodi byl otevřen v 14:08 SEČ, posádka ISS měla při prvním vstupu do Crew Dragonu nasazené dýchací masky, které zabraňují vdechnutí nečistot. Ty mohly být usazené v lodi a v prostředí mikrogravitace se začít vznášet. Byla také možnost, že z chladicího okruhu mohl uniknout freon, to ale detektory atmosféry nepotvrdily. Kosmonaut David Saint-Jacques provedl fotodokumentaci interiéru a demontoval opěrky nohou na dvou prostředních sedačkách. Na okna lodi posádka umístila bílé kryty. Posádka ISS provedla i slavnostní ceremoniál k příletu lodi, při kterém Anne McClain pogratulovala k úspěchu SpaceX.
K uzavření poklopu došlo 7. března v 18.39 SEČ. Crew Dragon nedisponuje pružinou, která by ho při odpojení od stanice odstrčila, jak to provádějí například ruské lodě Sojuz. O impuls k vzdalování se postaraly motorky Draco. Několik minut před deorbitačním zážehem se oddělila nehermetizovaná nástavba (trunk) se solárními panely. Loď v pořádku přečkala průchod atmosférou a na padácích přistála na hladinu Atlantského oceánu 8. března 2019 v 13:45 UTC asi 320 km od pobřeží Floridy. V místě dosednutí už na ní čekaly záchranné týmy s loděmi GO Navigator a GO Searcher, na druhou z nich byl Crew Dragon také vyzvednut.

## Galerie

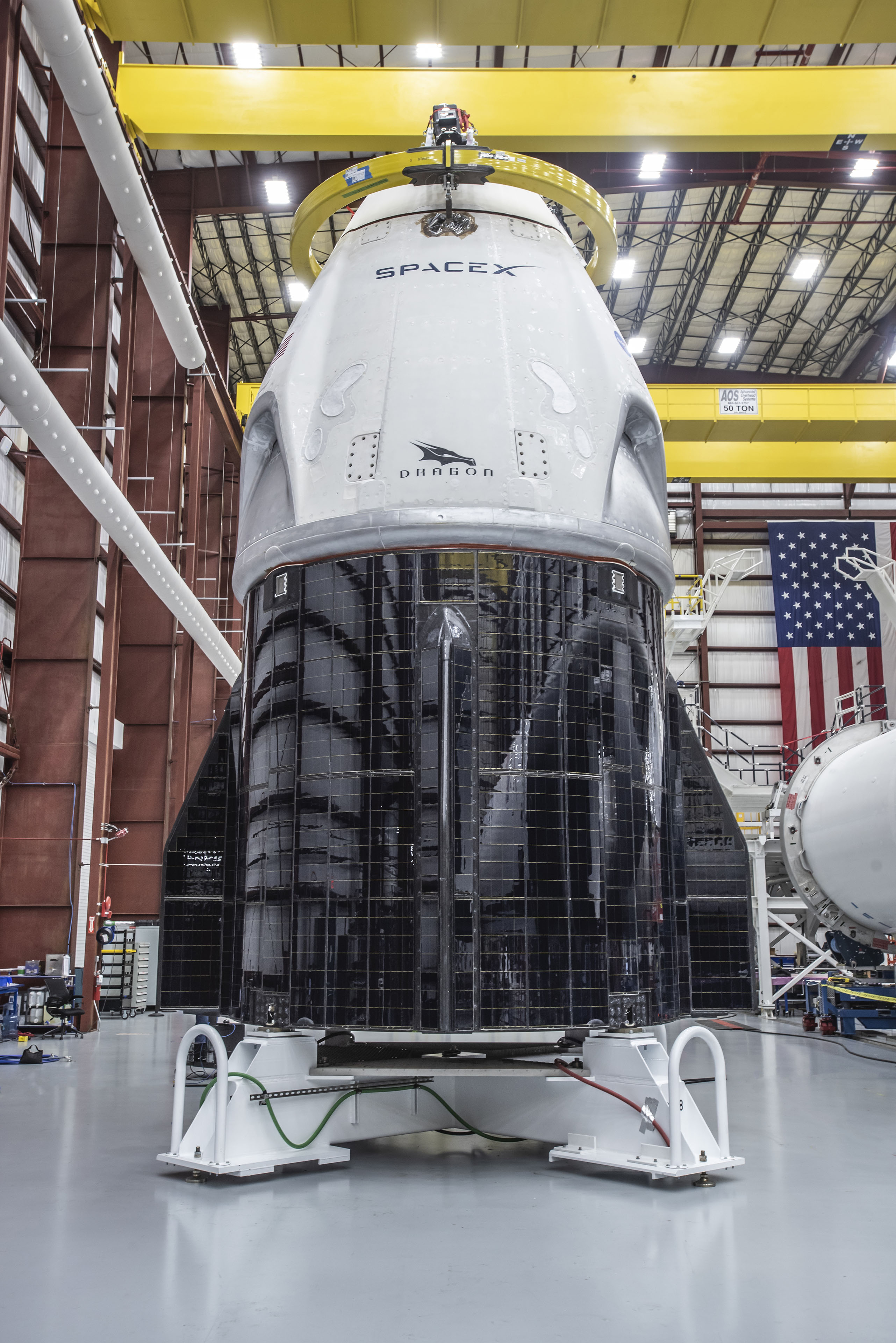
Loď C204 pro misi DM-1 během montážních prací, 18. prosince 2018.
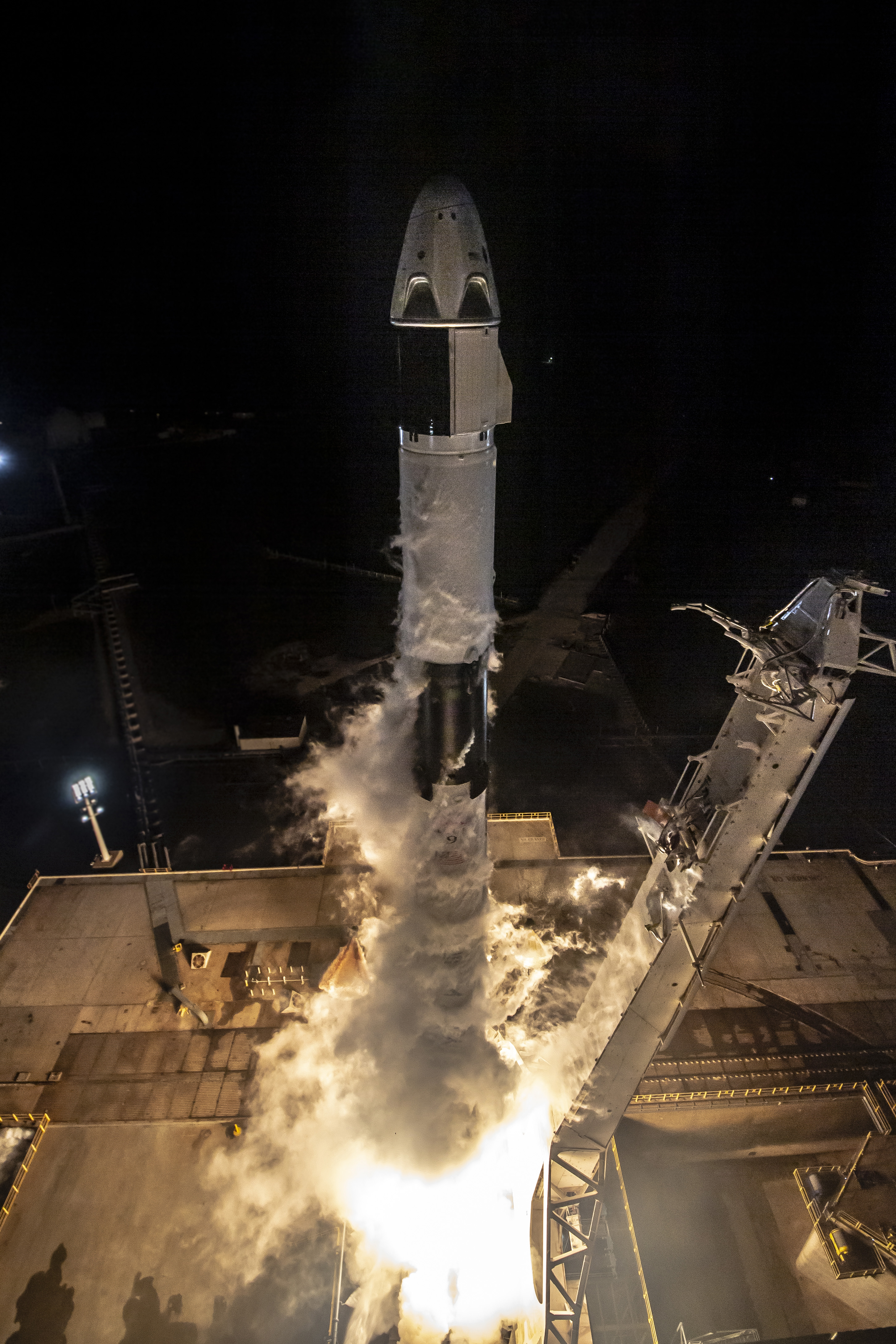
Start rakety Falcon 9 s lodí Crew Dragon na misi DM-1, 2. března 2019.
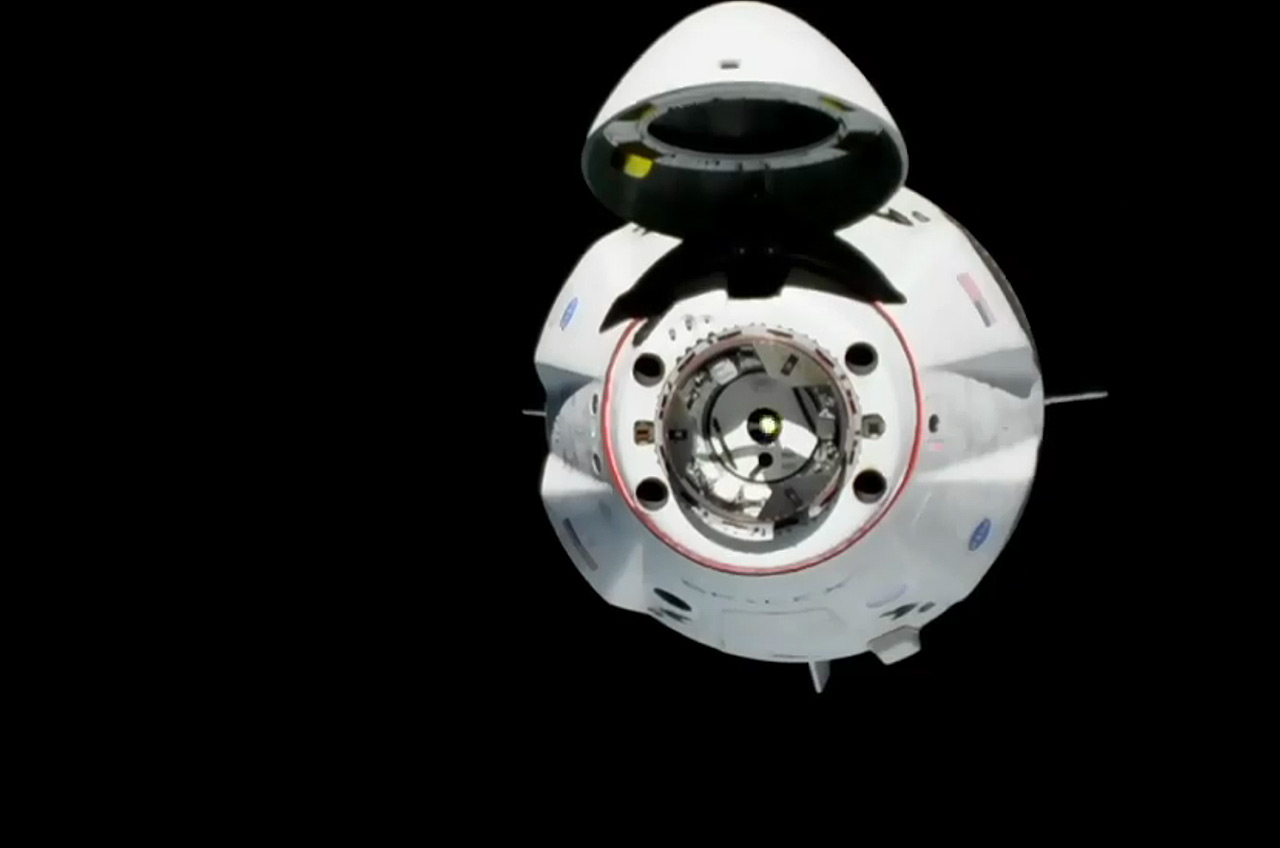
Mise DM-1 při přiblížení k ISS, 3. března 2019.
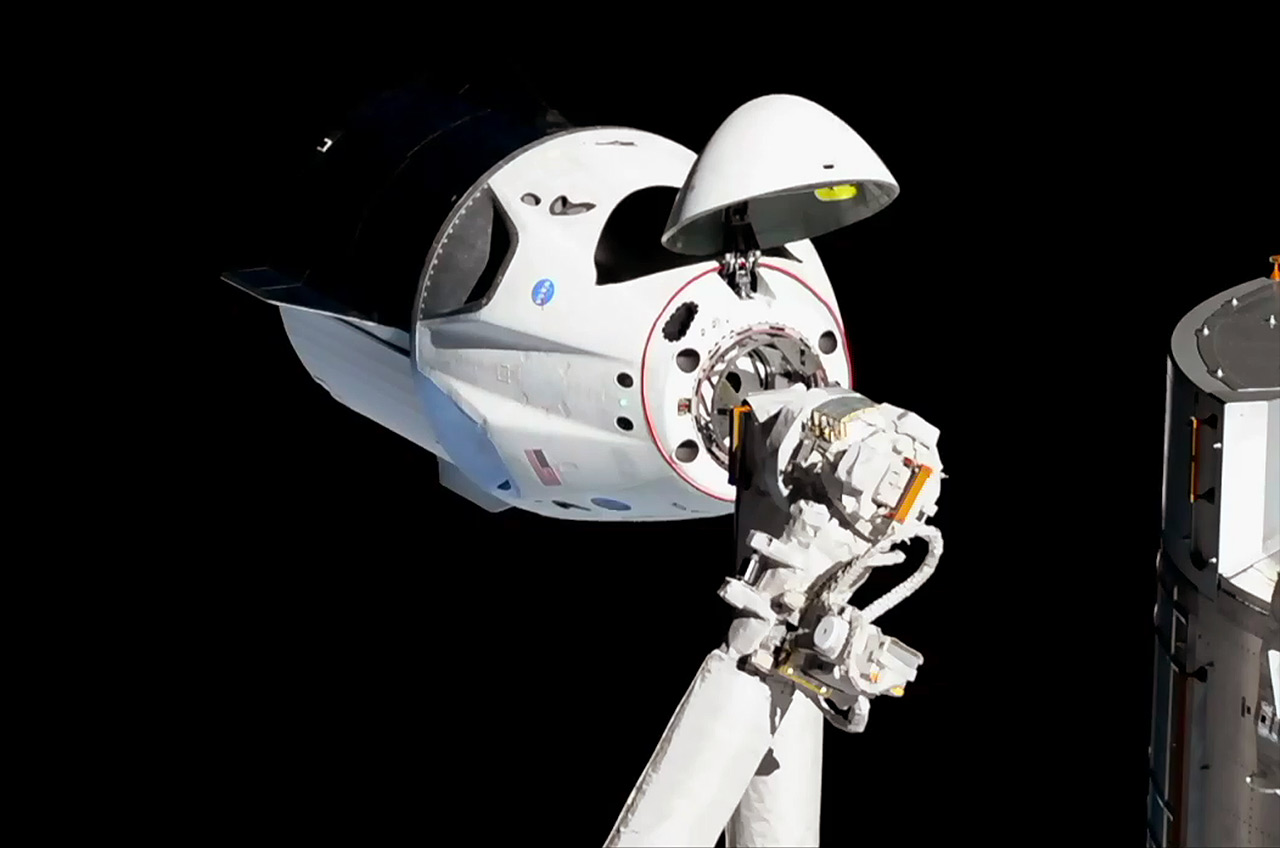
Mise DM-1 při přiblížení k ISS, 3. března 2019.
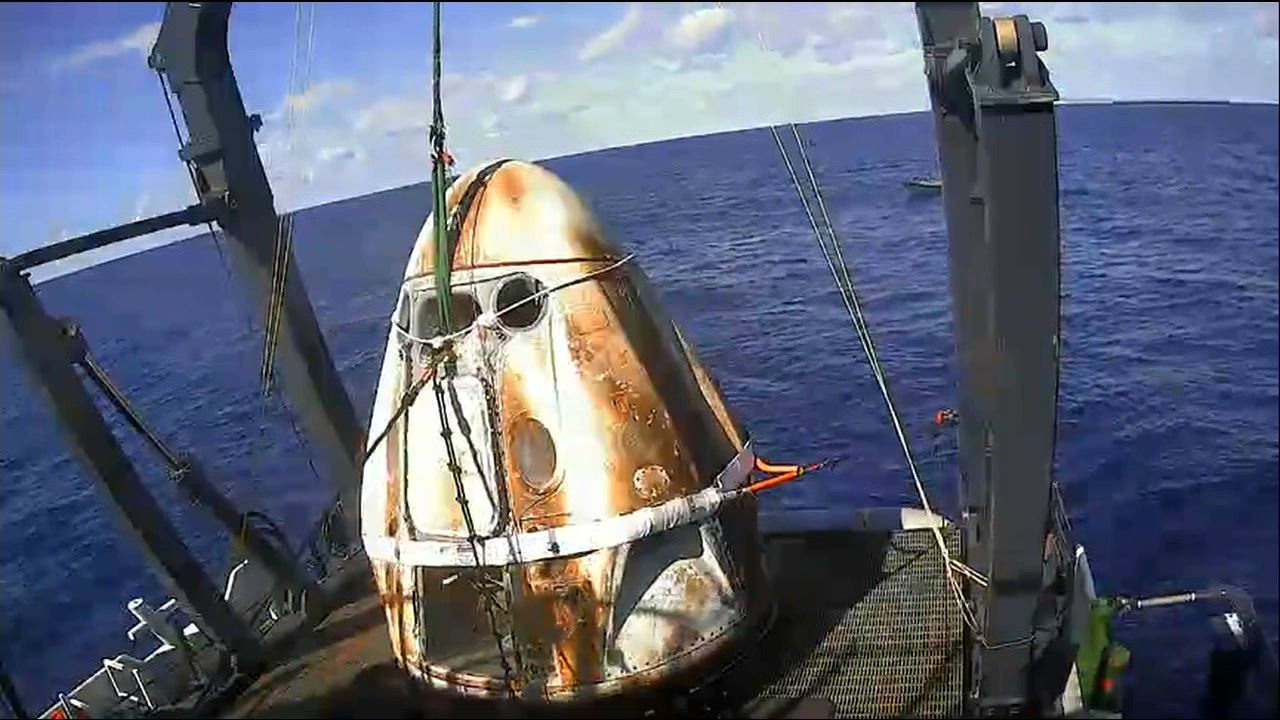
Kabina po vyzdvižení z mořské hladiny, 8. března 2019.